# Eoarchaikum
| Äon                              | Ära                          | Periode | ≈ Alter (mya) |
| später                           | später                       | später  | jünger        |
| -------------------------------- | ---------------------------- | ------- | ------------- |
| A r c h a i k u m Dauer: 1500 Ma | Neoarchaikum Dauer: 300 Ma   |         | 2500 ⬍ 2800   |
| A r c h a i k u m Dauer: 1500 Ma | Mesoarchaikum Dauer: 400 Ma  |         | 2800 ⬍ 3200   |
| A r c h a i k u m Dauer: 1500 Ma | Paläoarchaikum Dauer: 400 Ma |         | 3200 ⬍ 3600   |
| A r c h a i k u m Dauer: 1500 Ma | Eoarchaikum Dauer: 400 Ma    |         | 3600 ⬍ 4000   |
| früher: Hadaikum                 |                              |         |               |

Das Eoarchaikum ist ein geologisches Zeitalter (Ära) im Äon des Archaikums. Es stellt innerhalb des Archaikums – des zweiten Äons der Erdgeschichte – die früheste von vier Ären dar. Das Eoarchaikum folgt um 4000 Millionen Jahre unmittelbar auf das erste Äon der Erdgeschichte – dem Hadaikum, in dem der Planet Erde geformt wurde. Das Eoarchaikum endet vor 3600 Millionen Jahren mit dem Übergang zum Paläoarchaikum.

## Etymologie
Die Wortzusammensetzung Eoarchaikum, Englisch Eoarchean, geht auf das Altgriechische zurück. Sie leitet sich ab von Ἠώς, Ēōs – „Morgendämmerung“ – und ἀρχαῖος, arkhaîos – „alt, ursprünglich, beginnend“. Eoarchaikum bedeutet somit die „ursprüngliche, vor endlos langer Zeit, ganz am Anfang erfolgende Morgendämmerung“.

## Chronologische Definition
Der Beginn des Eoarchaikums wurde inzwischen bei 4031 ± 3 Millionen Jahre BP festgelegt und von der International Commission on Stratigraphy (ICS) im Jahr 2023 ratifiziert. Dies entspricht der Typlokalität des Acasta-Gneises am Acasta River in den Northwest Territories.

### Neugliederung
Martin J. Van Kranendonk hatte 2012 vorgeschlagen, die jetzige rein numerische Zeitskala so weit wie möglich durch stratigraphisch relevante Perioden zu ersetzen. Laut diesem Vorschlag soll das Eoarchaikum ganz wegfallen. An seine Stelle soll direkt das Paläoarchaikum treten, welches dann seinerseits wiederum in ein älteres Acastum (4131 bis 3810 Millionen Jahre) und ein jüngeres Isuum (3810 bis 3490 Millionen Jahre) unterteilt wird. Das anvisierte GSSP-Prinzip wird jedoch erst ab der Obergrenze des Isuums mit Einsetzen der irdischen Stratigraphie relevant.

## Geologie

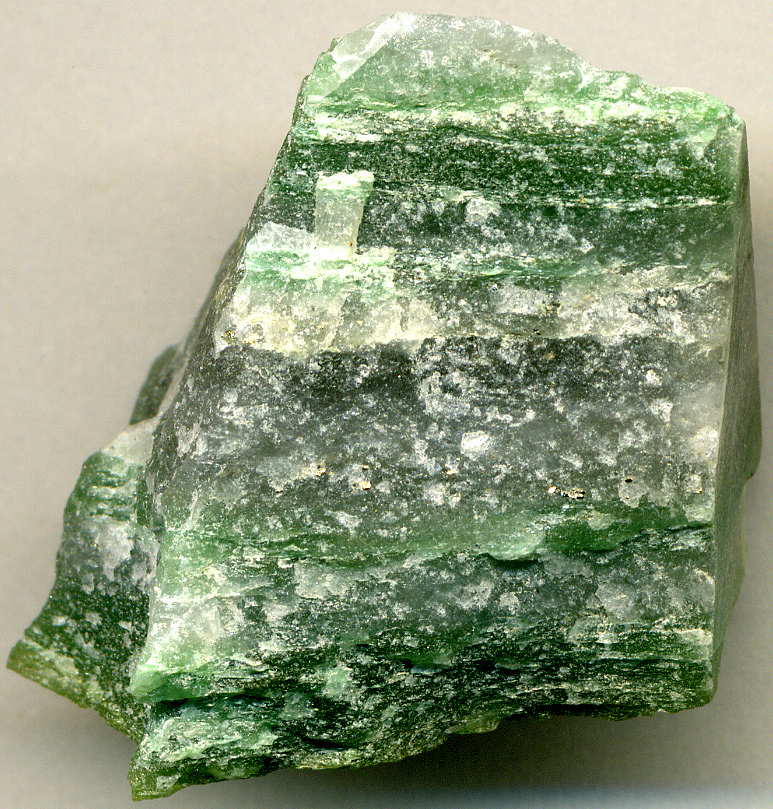
Greenlandit, ein Fuchsit-Quarz-Gneis aus Nuup Kangerluak im Südwesten Grönlands

Charakteristisch für das Eoarchaikum (Englisch Eoarchaean) ist, dass die Erde in diesem Zeitalter erstmals eine feste Kruste besitzt, die allerdings noch ständig an vielen Stellen bricht und von glühenden Lavaströmen durchzogen ist. Am Beginn des Eoarchaikums steht außerdem  eine Periode sehr schwerer Asteroideneinschläge im inneren Sonnensystem, das Late Heavy Bombardment (LHB), datiert zwischen 4000 und 3800 Millionen Jahre.
Das Eoarchaikum ist die früheste Phase unseres Planeten, aus der Gesteinsformationen erhalten sind. Die größte ist der Isua-Gneis an der Südwestküste Grönlands mit einem Alter von etwa 3800 Millionen Jahren. Seit der Entdeckung der Acasta-Gneise 1989 im nordwestlichen Kanadischen Schild, die später auf 4031 Millionen Jahre BP datiert wurden, gelten diese als die ältesten erhaltenen Gesteine. Im Jahr 2008 wurden jedoch Gesteine im Nuvvuagittuq-Grünsteingürtel im nördlichen Québec in Kanada entdeckt, die auf etwa 4280 mya datiert wurden. Sie sind noch Gegenstand aktueller Forschung.
Es gilt inzwischen als gesichert, dass im Eoarchaikum bereits Ozeane existierten. Sauerstoffisotopenverhältnisse geben zu erkennen, dass der Wasserkreislauf bereits im frühen Eoarchaikum eingesetzt hatte – möglicherweise auch schon früher.

## Atmosphäre
Die Erdatmosphäre der Ära unterschied sich völlig von unserer heutigen und war vermutlich eine reduzierende. Es gab zum damaligen Zeitpunkt noch keinen Sauerstoff und der Luftdruck dürfte zwischen 10 und 100 Bar betragen haben – dem Zehn- bis Hundertfachen des heutigen Wertes. Der Kohlendioxid-Gehalt in der Atmosphäre wurde über Karbonatfällung im Meer geregelt, welche durch Wärmeeintrag an hydrothermalen Austrittsstellen befördert wurde.

## Biologie
Eine herausragende Entwicklung des Eoarchaikums ist die Bildung frühester Formen bzw. Vorformen organischen Lebens in Form von Prokaryoten (einfache Einzeller ohne Zellkern). Bestimmten, in den ältesten bekannten Gesteinsschichten aus Grönland (s. o.) gefundenen Kohlenstoffisotopen wird eine organische Herkunft zugeschrieben. Auch die frühesten Stromatolithen sind im Eoarchaikum – oder eventuell erst im folgenden Zeitalter, dem Paläoarchaikum – entstanden.
Es bestehen aber auch durchaus Vermutungen, dass die Anfänge des Lebens noch vor das Eoarchaikum zurückgehen. 3850 Millionen Jahre alter Apatit aus Grönland liefert Hinweise auf Anreicherung an C-12 – was eine Debatte auslöste, ob auf Photosynthese angewiesene Organismen nicht schon vorher existierten.
Die ersten Archaea und Cyanobakterien setzen erst zu Beginn des Paläoarchaikums gegen 3500 Millionen Jahre BP ein.

## Geodynamik
Gegen Ende des Eoarchaikums um 3600 Millionen Jahre BP bildete sich der erste Superkontinent Vaalbara.

## Vorkommen von Gesteinen eoarchaischen Alters

### Itsaq-Gneiskomplex

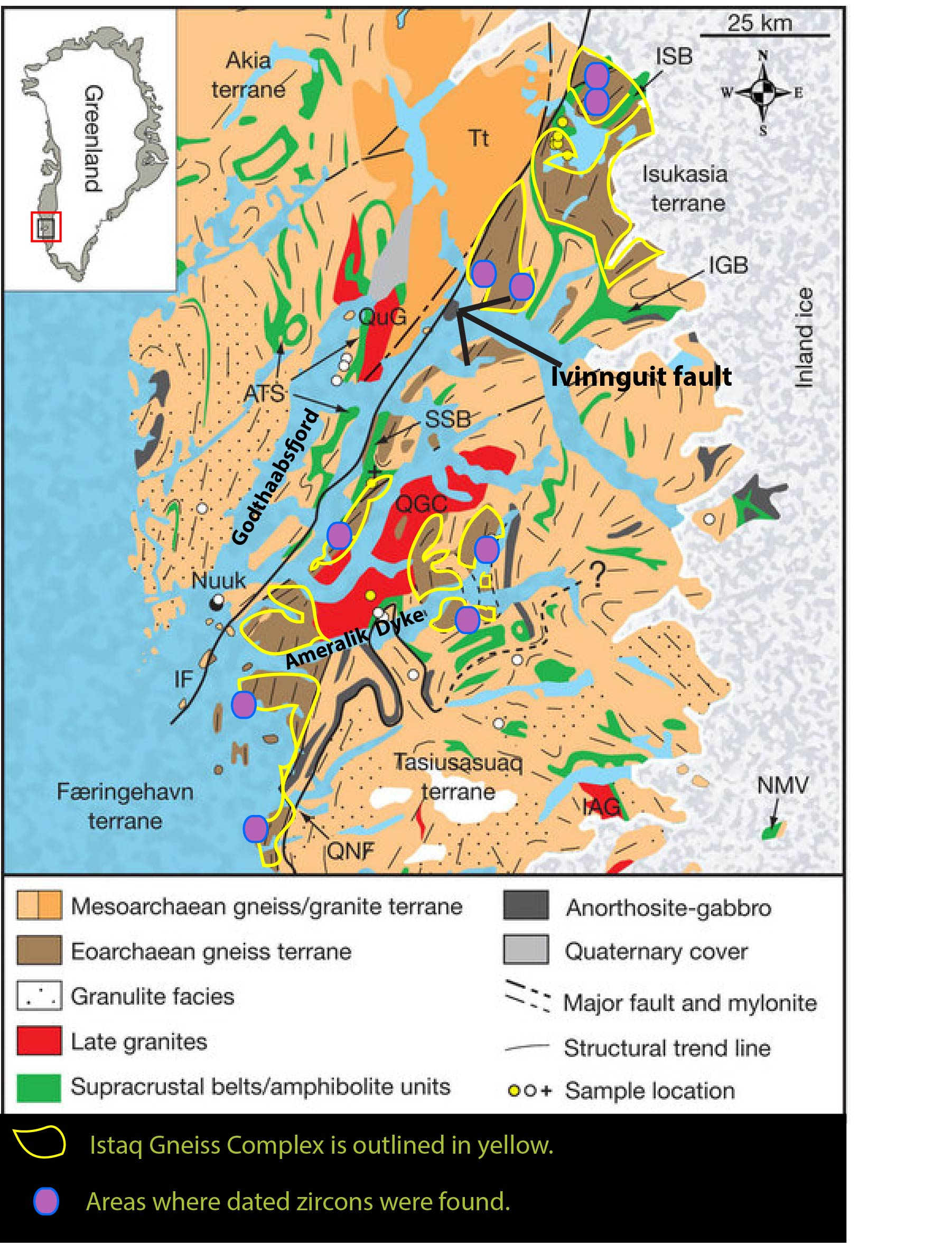
Geologische Karte der südwestlichen Küstenregion Grönlands; Isua-Grünsteingürtel (ISB) in grün, Itsaq-Gneis in braun und gelber Umrandung

Der 3000 Quadratkilometer große Itsaq-Gneiskomplex (abgekürzt IGC) in Südwestgrönland bildet eines der besser bekannten Terrane des Nordatlantik-Kratons, der von Ostkanada über Grönland bis nach Schottland reicht. Im IGC finden sich weltweit die flächenmäßig größten Ausbisse früharchaischer Gesteine. Sie werden von gebänderten tonalitischen Gneisen aufgebaut, deren Protolithen zwischen 3870 und 3620 Millionen Jahren eine juvenile sialische Kruste gebildet hatten. Während späterer orogener Ereignisse schmolz die juvenile Kruste unter Neubildung von Graniten. Als Einschlüsse und als tektonische Einschübe in den Bändergneisen fungiert eine diversifizierte Folge von mafischen, ultramafischen und felsischen Gesteinen. Unter ihren Protolithen konnten Metabasalte (von meist Inselbogen- oder MORB-Affinität), Lagenkomplexe aus Gabbros und Ultramafiten, seltene Späne abgereicherten Mantels, chemische Sedimentgesteine (darunter Bändererze) sowie seltene felsische Vulkanite und klastische Sedimente identifiziert werden. Gewöhnliche suprakrustale Gesteine sind im Isua-Grünsteingürtel örtlich gut erhalten, wesentlich hochgradigere, metamorphe Vertreter erscheinen jedoch auf der Insel Akilia im Südabschnitt des IGC als Akilia-Assoziation.
Neuere Untersuchungen konnten aufzeigen, dass der suprakrustale Isuagürtel und das ihn umgebende Granitterran aus zwei Krustensegmenten aufgebaut wird, welche tektonisch bedingt miteinander in Kontakt gerieten – darunter ein älteres Segment mit 3810 bis 3800 Millionen Jahre alten surakrustalen Gesteinen und ihren assoziierten Tonaliten sowie ein jüngeres, 3710 bis 3690 Millionen Jahre altes, ebenfalls suprakrustales Segment, das zwischen 3720 und 3690 Millionen Jahre von tonalitischen Gesteinen intrudiert worden war. Die beiden Krustensegmente hatten sich durch Terranakkretion an einem konvergenten Kontinentalrand zwischen 3650 und 3550 Millionen Jahren miteinander verschweißt. Zwischen 2800 und 2700 Millionen Jahren verzahnten sie sich sodann im Verlauf einer erneuten Terranakkretion mit jüngeren Gesteinen. Die Kollisionsbewegungen dieser letzten Orogenese hatten den gesamten Nordatlantik-Kraton erfasst.

### Saglek-Block
Der an der Nordostküste Labradors gelegene, etwa 500 × 50 Kilometer große Saglek-Block ist in vieler Hinsicht dem Itsaq-Gneiskomplex geologisch sehr ähnlich. Auch er gehört zum Nordatlantik-Kraton und wurde nur durch die Öffnung der Labradorsee von Grönland abgetrennt. Seine TTG-Gneise können bis 3867 Millionen Jahre zurückverfolgt werden, möglicherweise sind sie auch etwas über 3900 Millionen Jahre alt.
Während der 1400 Millionen Jahre anhaltenden Evolution des Saglek-Blocks können sechs herausragende, magmatische Ereignisse mit grosso modo felsischem Chemismus und vier Metamorphosen unterschieden werden. Das älteste magmatische Ereignis um 3850 Millionen Jahre wurde zum Iqaluk-Gneis metamorphosiert, um 3750 Millionen Jahren entstand sodann der Uivak I-Gneis (ein Bändergneis/Graugneis), um 3600 Millionen Jahre der Uivak II-Gneis (ein Augengneis), um 3330 Millionen Jahre der Iluilik-Gneis, um 3230 Millionen Jahre der Lister-Gneis und zwischen 2800 und 2700 Millionen Jahre bildeten sich schließlich die neoarchaischen Granitoide. Die Metamorphosen erfolgten um 3620, 2700, 2500 und 2200 Millionen Jahre.
Eingelagert in die Gneise finden sich Suprakrustalgesteine. Diese sind hauptsächlich aus dem Erdmantel abgeleitete Gesteine – mafische Metavulkanite und Ultramafite – sie führen untergeordnet aber auch chemische und klastische Metasedimente. Ihre beiden Einheiten  – Nulliak-Suprakrustalgesteine und Upernavik-Suprakrustalgesteine – sind in ihrer Zusammensetzung recht ähnlich und können vorwiegend als tholeiitische Basaltströme interpretiert werden, welche jedoch gewisse differenzierende Abweichungen voneinander aufweisen. Die suprakrustalen Gesteine sind im Saglek-Block mehr oder weniger überall anzutreffen und nehmen im Vergleich zu den Orthogneisen zwischen 20 und 40 % der Gesamtoberfläche ein.

### Nuvvuagittuq-Grünsteingürtel

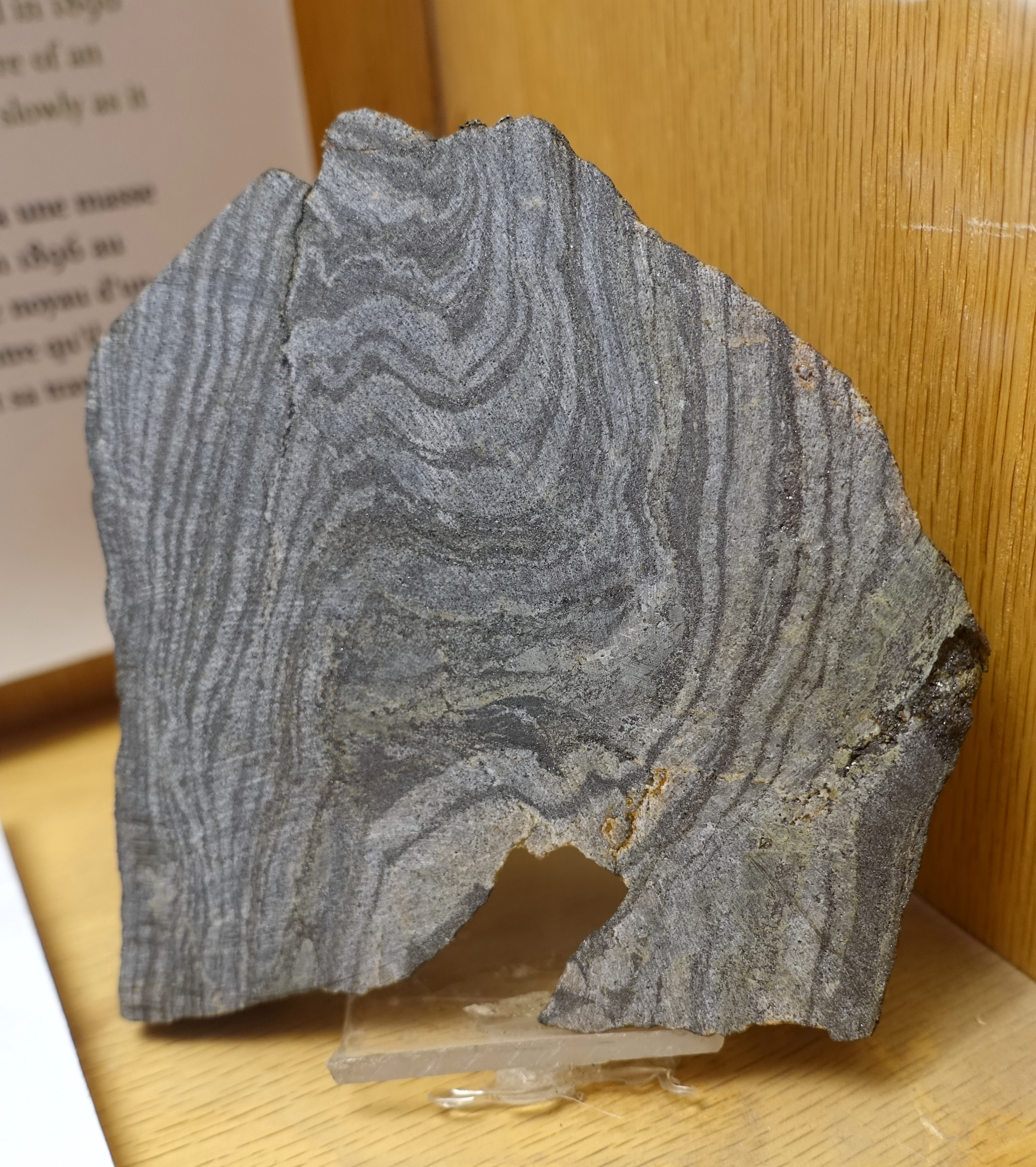
3800 Millionen Jahre altes Bändererz aus dem Nuvvuagittuq-Grünsteingürtel

Der Nuvvuagittuq-Grünsteingürtel des Superior-Kratons im Norden Quebecs (Inukjuak-Terran der Ungava-Halbinsel) ist ebenfalls ein suprakrustaler Gürtel.
Sein Alter wird mittels der Uran-Blei-Methode in felsischen Schiefern auf 3817 ± 16 Millionen Jahre festgelegt. Umhüllende Tonalite haben 3661 ± 4 Millionen Jahre geliefert. An Neodym abgereicherte Mantelmodellalter von rund 3900 Millionen Jahren scheinen das generell früharchaische Alter des Gürtels zu bestätigen. Dennoch deuten Neodymdaten auf ein noch wesentlich höheres Alter von 4280 Millionen Jahren hin. Dieses enorm hohe Alter – was bereits von manchen als Indiz für das älteste Krustenfragment der Erde angesehen wird – ist aber sehr wahrscheinlich wohl eher den Protolithen zuzuschreiben, aus welchen sich die Gürtelgesteine selbst erst abgeleitet hatten.
Der isoklinal verfaltete Gürtel enthält mehrheitlich mafische Amphibolite, die seltene felsische Schiefer, oxid- und quarzreiche Eisenformationen und möglicherweise auch Konglomerateinheiten sowie metamorphosierten Gabbro und ultramafische Lagergänge enthalten. Die beherrschende Lithologie ist ein heterogener (Quarz-Biotit-Plagioklas ± Anthophyllit ± Granat) Amphibolitgneis, der reich an Cummingtonit ist. Sein Protolith ist unsicheren Ursprungs. Mit einem hohen Gehalt an MgO (4 bis 16 Gewichtsprozent) sowie generell mäßigem SiO2 (40 bis 56 Gewichtsprozent) und FeOtot (7 bis 14 Gewichtsprozent) ergeben sich basaltische bis andesitische Zusammensetzungen, die eventuell auf einen Entstehungsort oberhalb einer Subduktionszone schließen lassen.

### Ukrainischer Schild
Am ältesten unter den Krustenblöcken des Ukrainischen Schildes ist die Podolische Domäne, die 3650 Millionen Jahre alte Granitoide bzw. TTG-Komplexe enthält und deren Protolithen wiederum sogar bis 3789 Millionen Jahre zurückreichen. Die Gesteine stellen somit die älteste Krustenformation Europas dar und sind älter als vergleichbare Vorkommen des Baltischen Schildes.
Die ältesten bisher bekannten Proben stammen aus Enderbiten (Hypersthen führende, tonalitische Charnockite) der Podolischen Domäne und aus Metasedimenten in zwei Grünsteingürteln der Asow-Domäne. So lieferten Zirkone des Enderbitgneises vom Kozachy Yahr-Steinbruch am Südlichen Bug (Piwdenny Buh) ein Alter von 3789 Millionen Jahren. Zirkone aus Metasedimenten des Soroki-Grünsteingürtels in der Asow-Domäne ergaben 3785 Millionen Jahre und aus dem Fedorivka-Grünsteingürtel 3712 Millionen Jahre.

## Vorkommen im Einzelnen
- Antarktis:

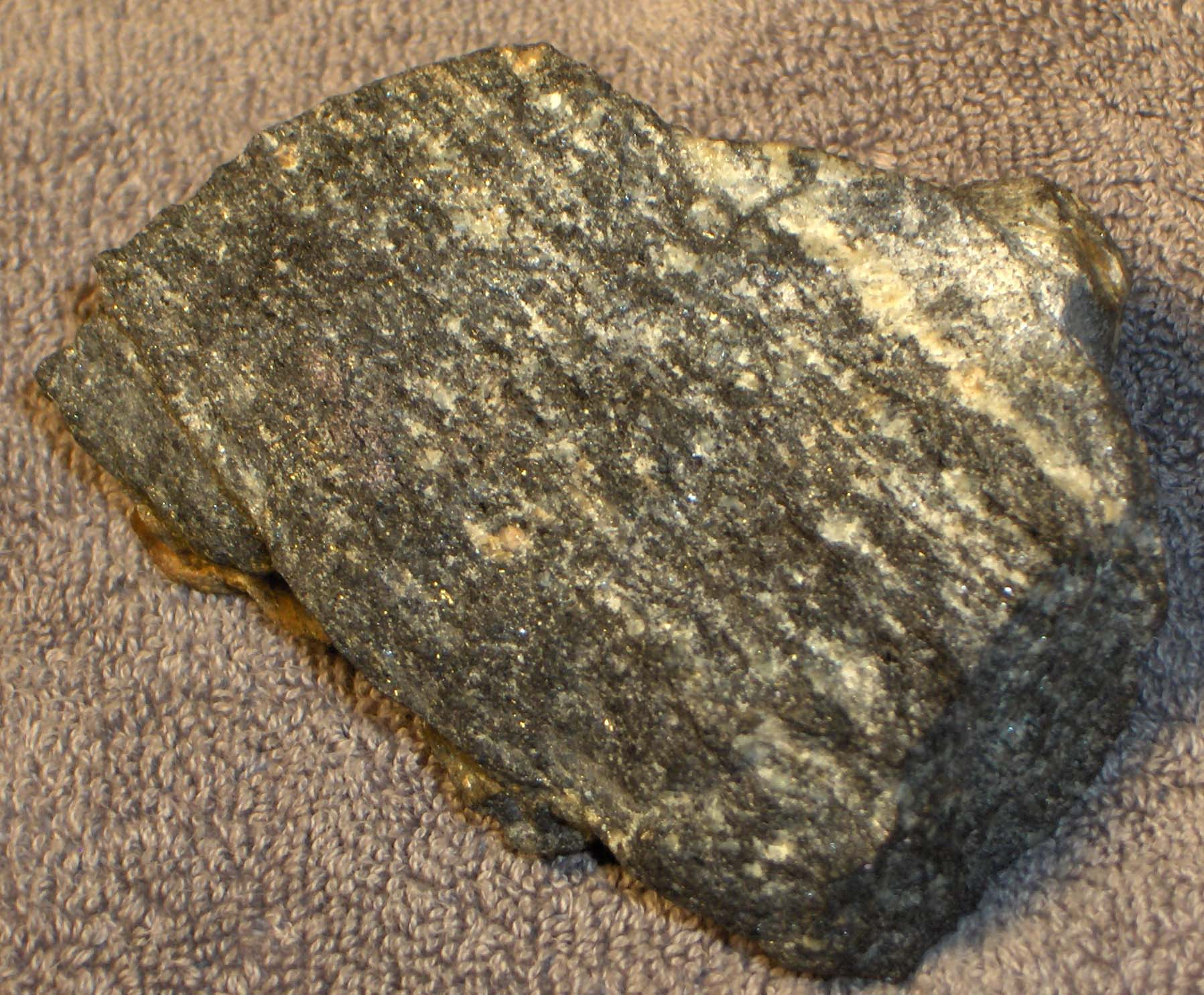
4030 Millionen Jahre alter Acasta-Gneis

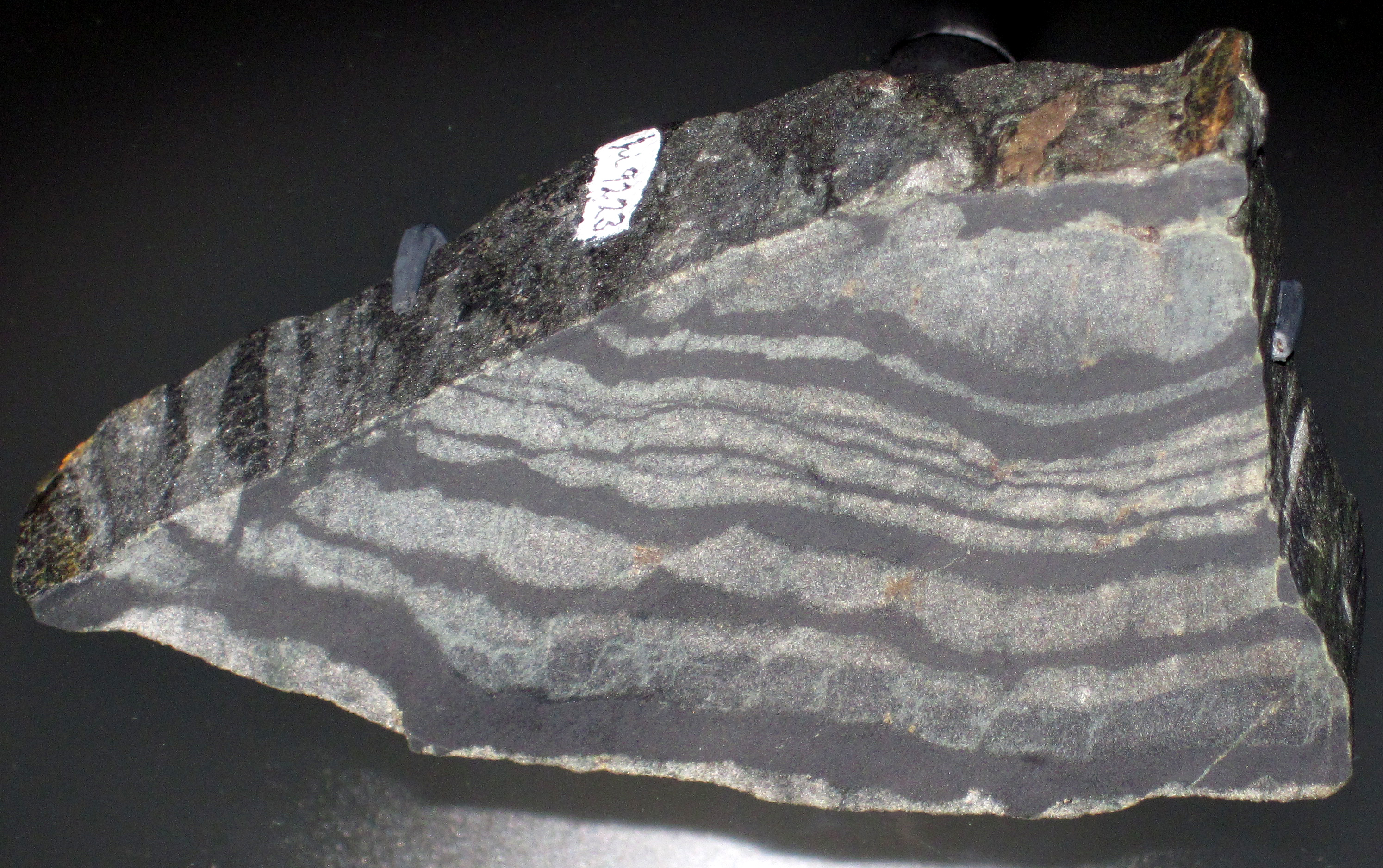
3800 Jahre altes, graphitisches Bändererz vom Isuagürtel in Südwestgrönland

  - Napier-Komplex – 3870 bis 3480 Millionen Jahre
    - Layered Gneissic Series – Ablagerung der suprakrustalen Abfolge zwischen 3800 und 3310 Millionen Jahre. Felsische Gneisprotolithen gehen zurück bis 3927 ± 10 Millionen Jahre.

  - Rayner-Komplex
    - Lagiger felsischer Orthogneis – um 3650 Millionen Jahre
- Australien:
  - Yilgarn-Kraton
    - Narryer-Gneis-Terran – 3730 bis 3450 Millionen Jahre alt
      - Meeberrie-Gneis – 3678 ± 6 Millionen Jahre
      - Manfred-Komplex – rund 3730 Millionen Jahre
- Brasilien:
  - São-Francisco-Kraton
    - Gavião-Block
      - Graue und mafische Gneise – 3642 bis 3598 Millionen Jahre alt. Zirkone gehen jedoch zurück bis 3680 Millionen Jahre.[23]
- China:
  - Nordchinakraton
    - Anshan
      - Baijiafen-Komplex, Dongshan-Komplex und Shengousi-Komplex – ≥ 3800 Millionen Jahre sowie 3700 bis 3600 Millionen Jahre

    - Östliches Hebei
      - Fuchsitquarzit – 3855 bis 3555 Millionen Jahre

    - Xinyang
      - Felsische Granulitxenolithen in Vulkaniten – 3660 Millionen Jahre

  - Südchinakraton
    - Cathaysia-Block
      - Detritische Zirkone aus Metasedimenten – 3760 bis 3600 Millionen Jahre alt[24]
- Grönland:
  - Itsaq-Gneiskomplex – 3870 bis 3620 Millionen Jahre
  - Isua-Grünsteingürtel des Isukasia-Terrans – 3810 bis 3790 und 3710 bis 3690 Millionen Jahre
  - Akilia-Assoziation auf der Akilia-Insel – um 3850 Millionen Jahre (umstritten)
- Kanada:
  - Northwest Territories:
    - Acasta-Gneis – 4031 bis 3940 Millionen Jahre[9]

  - Labrador:
    - Saglek-Block mit mehreren TTG-Gneisgenerationen. Der Gneis Uivak I enthält als Inklusionen die suprakrustalen Vulkanite von Nulliak, die Nulliak-Suprakrustalgesteine (engl. Nulliak supracrustals). Der Block überdauerte von 3867 bis 2500 Millionen Jahre, auch Alter um 3900 Millionen Jahre werden angegeben.

  - Nordquebec:
    - Nuvvuagittuq-Grünsteingürtel des Superior-Kratons (Inukjuak-Terran der Ungava-Halbinsel) – 3780 bis 3750 Millionen Jahre.[25] Als mögliches Alter wird auch 3817 ± 16 bis 3661 ± 4 Millionen Jahre angegeben.
- Ukraine:
  - Asow-Domäne – bis 3785 Millionen Jahre
  - Podolische Domäne – 3650 bis 2750 Millionen Jahre